# Bryum capillare
Bryum capillare, das Haarblättrige Birnmoos, gehört zu einer Gruppe von Arten in der Gattung Bryum, deren Aufteilung in Arten nach wie vor unklar ist. Diese Gruppe wird meistens mit Bryum capillare sensu lato oder Bryum capillare aggregatum. bezeichnet. Bei der folgenden Beschreibung sollte man also im Gedächtnis behalten, dass die Abgrenzung von Bryum capillare s.str. zu den Nachbararten nicht scharf ist.

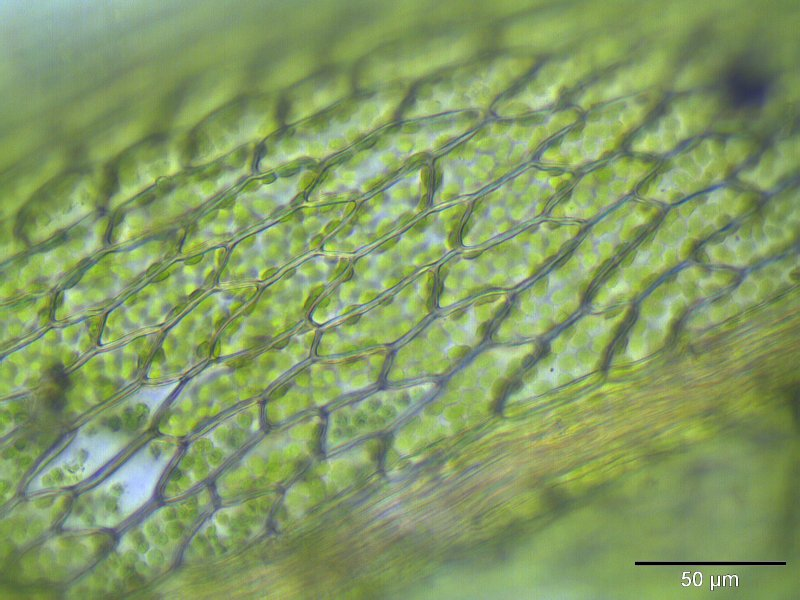
Laminazellen bei 400-facher Vergrößerung

## Merkmale
Die Pflanzen dieser Art werden 1 bis 3 cm hoch, meistens um die 1,5 cm. Am Stängelende sitzen die größten Blättchen, sodass die Pflanzen oben annähernd rosettenförmig beblättert sind. Die Blättchen sind in trockenem Zustand deutlich sichtbar schraubig gestellt.
Von der Form her sind die Blättchen breit eiförmig oder spatelförmig und laufen vorne mehr oder weniger stumpfwinklig zusammen, bevor sie plötzlich in eine deutliche Haarspitze zusammengezogen sind. Die Blattrippe endet kurz vor dieser Haarspitze oder in ihr. Die Blattspitze ist nicht glashaarartig. Der Blattrand ist ganzrandig und mit einem Saum aus verlängerten Zellen in drei bis vier Reihen versehen.
Die Art ist diözisch. Die vegetative Vermehrung erfolgt durch Rhizoidgemmen.

## Vorkommen
Bryum capillare nimmt mit jedem Untergrund vorlieb. Es wächst auf Erde, Gestein oder auf Rinde. In den Innenstädten findet man es vor allem an schattigeren Stellen auf Mauern, denn es bevorzugt mäßig feuchte Standorte. Es ist überall häufig.
Es handelt sich um eine kosmopolitische Art.